# L'ombra di Troia
L'ombra di Troia è un libro di David Gemmell, secondo capitolo della trilogia sulla città di Troia che si concluderà con La caduta dei re.

## Trama
Riprendendo molti personaggi del precedente Il signore di Troia, la vicenda inizia da Calliade e Banocle che nel precedente romanzo erano rimasti in secondo piano. Adesso sono ricercati da Agamennone che li ha dichiarati traditori. Durante la loro fuga salvano una giovane fuggita dall'isola di Tera e trovano ospitalità sulla Penelope di Odisseo che è diretto a Troia in occasione del matrimonio tra Ettore ed Andromaca. 
Durante i Giochi organizzati per la cerimonia si ritrovano uno a fianco all'altro tutti i re dell'Egeo, amici e nemici. Anche se vigerebbe la tregua, Agamennone cerca di trovare alleanze e di eliminare i potenziali nemici, ma alla fine delle celebrazioni sfocerà la guerra contro Troia.

## Edizioni
- David Gemmell, L'ombra di Troia, traduzione di Luciana Crepax e Gabriella Tonzar, Edizioni Piemme,  pp. 473, cap. 35.